# Deliveroo
Deliveroo es una compañía británica de entrega rápida de comida, con operaciones en Reino Unido, Países Bajos, Francia, Bélgica, Irlanda, Italia, Singapur, Emiratos Árabes Unidos y en China. Fue fundada en Londres en 2013 por Will Shu y Greg Orlowski.
Los pedidos se hacen a través de su sitio web y sus empleados utilizan la bicicleta o el ciclomotor para recoger los pedidos de bares y restaurantes y entregarlos a los clientes.

## Historia
En junio de 2014, Deliveroo reunió £2.75 millones de libras en una ronda de inversión acometida por Index Ventures y Hoxton Ventures. En enero de 2015, Roofoods Ltd inyectó $25 millones de dólares en Deliveroo, a lo que se sumó una nueva ronda de inversión de la serie B, realizada en su mayor parte por Index Ventures, Hummingbird Ventures y Hoxton Ventures con una tasación estimada de $100 millones. En julio de 2015,  la compañía lanzó una tercera serie para captar fondos, con un resultado de $70 millones en serie C a través de Index Ventures y Greenoaks Capital. Era la tercera ronda de financiación en un año. 
En noviembre de 2015, Deliveroo captó $100 millones de financiación en Serie D. En agosto de 2016, Deliveroo realizó una Serie E de $275 millones del fondo de inversión Bridgepoint. Los competidores principales de Deliveroo son Glovo, Just Eat, GrubHub y Delivery Hero.
Deliveroo proporciona simplemente el servicio de entrega, pero lo envuelve con un gran servicio de marketing para el que necesita la colaboración de restaurantes que normalmente no ofrecen un servicio de entrega.

### Huelga y abandono del mercado español
Sus conductores de Londres hicieron un día de huelga en agosto de 2016 para protestar por un nuevo plan de ajuste laboral. La compañía más tarde abandonaba estos planes.
En España, los repartidores convocaron una primera huelga el domingo, 2 de julio de 2017. El 8 de julio de 2017, denunciaron sus condiciones laborales ante la Inspección de Trabajo. El 29 de noviembre de 2021, Deliveroo finalizó sus operaciones en España.